# Niccolò Carletti
Niccolò Carletti (Napoli, 8 novembre 1723 – Napoli, 1796) è stato un architetto, matematico e topografo italiano.

## Biografia
Nacque, probabilmente, nel 1723 a Napoli da una famiglia di origini toscane. Dopo aver compiuto studi di matematica, filosofia e letteratura, Carletti si recò a Roma per studiare architettura e impararne la professione, ampliando la propria formazione anche con principi di idraulica, scienze naturali e diritto.
Una profonda e vasta cultura accademica gli fu richiesta per essere architetto della città di Napoli e gli fu utile per ricoprire i molteplici incarichi a lui affidati, come esaminatore del Collegio dei tavolari e della Reale Accademia Militare di Napoli, nonché come accademico a Roma per la Società delle scienze e belle arti.
Negli anni tra il 1745 al 1754 ricoprì il ruolo di ingegnere militare volontario, sovrintendendo a progetti in atto nelle reali fabbriche di Napoli, ma anche nella realizzazioni di strade, come a Camporeale, e nella tenuta reale di Carditello. Lavorò alla ricostruzione dell'isola di Ventotene e per risanare la zona acquitrinosa attorno a Formicola.
Alla morte di Giovanni Carafa, duca di Noja, la mappa topografica della città di Napoli a lui commissiona rimase incompiuta. I lavori vennero quindi affidati a Giovanni Pignatelli, principe di Monteroduni, coadiuvato dall'architetto Gaetano Bronzuoli e dallo stesso Niccolò Carletti. Il risultato venne pubblicato in trentacinque tavole a scala 1:3.808 nel 1775. Non soddisfatto della succintezza delle note a margine della mappa, Carletti si adoperò a pubblicare un'estensione alla didascalia nella quale dettaglia ognuno dei 580 riferimenti presenti sulla mappa e raffiguranti i principali monumenti e luoghi della città.
L'attività professionale fu accompagnata da un'attività intellettuale che si esplicò nella redazione e successiva pubblicazione di testi di fondamentale importanza per gli studi di architettura, idraulica e topografia. La sua attività di teorico dell'architettura venne interrotta dalla morte, quando doveva ancora dare alle stampe due altre opere: Instituzioni di architettura militare, dedotte dalla Filosofia sperimentale e dall'arte della guerra, con un trattato della scienza idraulica de' Porti, Moli, Fari, Riviere e Fortificazioni e Scienza degli apprezzi delle cose feudali, allodiali e miste, e delle prediali urbane, rustiche e miste.
Anche la data di morte è soggetta a oscillazioni; si propende a fissarla al 1796 a Napoli.

## Opere
- Topografia universale della città di Napoli in Campagna Felice, Napoli, Raimondi, 1776.
- Istituzioni di architettura idraulica, vol. 1, Napoli, Raimondi, 1780.
- Istituzioni di architettura idraulica, vol. 2, Napoli, Raimondi, 1780.
- Istituzioni di architettura idraulica, vol. 3, Napoli, Raimondi, 1780.
- Storia della Regione Abbruciata in Campagna Felice, Napoli, Raimondi, 1787.